# Un refugio para el amor
Un refugio para el amor es una telenovela mexicana del año 2012 producida por Ignacio Sada Madero para Televisa. Es una adaptación de la telenovela venezolana, La Zulianita original de Delia Fiallo. 
Está protagonizada por Zuria Vega y Gabriel Soto, y con las participaciones antagónicas de Laura Flores, Jessica Coch, Frances Ondiviela y Roberto Blandon.

## Argumento
Esta es la historia de la joven y hermosa Luciana Jacinto, y de todos los obstáculos y las sorpresas que le deparará el destino en su búsqueda de un final feliz para ella y los suyos.
La muchacha llega a la Ciudad de México huyendo del cacique de su pueblo natal, San Francisco el Alto. Don Aquiles es un hombre malvado que está obsesionado con Luciana, y nunca se cansó de molestarla y acosarla. Por ello se ve forzada a huir del pueblo, teniendo que dejar atrás, a su pesar, a su madre Doña Paz que acaba de enviudar, y a su pequeño hermano Lorenzo.
Luciana, después de un inicio no muy agradable en la gran ciudad, consigue trabajo como sirvienta en la casa de los millonarios Torreslanda. Allí conoce a Patricio, el segundo hijo de la familia, quien quedó cuadripléjico debido a un horrible accidente durante una escalada en las montañas. Patricio y Luciana pronto se convierten en grandes amigos, y Hannah, la hija menor de los Torreslanda, también simpatiza de inmediato con la muchacha.
Aquí entra en escena Rodrigo, el hijo mayor, un joven apuesto que tiene fama de don Juan y que está comprometido con Gala, una joven frívola y ambiciosa. Rodrigo, al conocer a Luciana, comienza a sentir una fuerte atracción hacia la simpática, hermosa y sencilla muchacha. Pero no todos en la casa Torreslanda están felices con la presencia de Luciana. La madre de la familia, Roselena, no soporta a Luciana al igual que Gala, quien ya se ha dado cuenta de que Rodrigo siente más que una atracción por ella. El muchacho finalmente reconoce su amor por Luciana el cual es bien correspondido, y decide romper definitivamente con Gala para casarse en secreto con ella.
Pero Gala y Roselena no se quedarán de brazos cruzados. Las inescrupulosas mujeres le hacen creer a Rodrigo que Luciana sólo es una advenediza y además mentirosa, ya que existe una denuncia en su contra, pues antes de llegar a la casa Torreslanda trabajaba en un antro de mala muerte y un día agredió a uno de los clientes. Rodrigo acaba sucumbiendo ante las mentiras de su madre y exnovia y pese a que Luciana intenta defenderse, Rodrigo la echa de su casa y de su lado.
La joven, desconsolada, ya no tiene donde ir, pero por suerte se encuentra con el abogado que lleva el caso de la denuncia en su contra, Claudio Linares, quien le ofrece todo su apoyo y comprensión. Pero este lazo de amistad entre ambos es algo mucho más fuerte de lo que ambos imaginan, ya que Claudio es, en realidad, el padre biológico de Luciana, y tiene sus propios motivos para vengarse de los Torreslanda: Maximino, el padre de la familia, acusó en el pasado a Claudio de un fraude que nunca cometió, y se aprovechó de la condena de 20 años en prisión que Claudio recibió para despojarlo de sus bienes, además de que fue Roselena quién regaló a Luciana a Paz, que en ese entonces era la esposa del jardinero Galdino; 19 años atrás creyendo que la hija que tuvo su amiga Aurora era de su esposo Maximino.
Luciana ignora todos estos hechos, pero la verdad tarde o temprano saldrá a la luz, así como también se dará el inevitable reencuentro entre Luciana y Rodrigo, quien nunca ha dejado de amarla. ¿Podrán ambos construir el refugio para su amor a pesar de las intrigas de Roselena, Gala y Maximino para lograr su final feliz?

## Reparto
- Zuria Vega - Luciana Jacinto Flores / Luciana Linares Talancón
- Gabriel Soto - Rodrigo Torreslanda Fuentes-Gil
- Laura Flores - Rosa Elena Fuentes-Gil de Torreslanda
- Roberto Blandón - Maximino Torreslanda
- Zaide Silvia Gutiérrez - Paz Flores Vda. de Jacinto
- Jessica Coch - Gala Villavicencio Williams
- Frances Ondiviela - Julieta "Julie" Williams Vda. de Villavicencio
- Luz María Jerez - Constanza "Conny" Fuentes-Gil Vda. de San Emeterio
- David Ostrosky - Claudio Linares
- Humberto Elizondo - Aquiles Trueba Tajonar
- Aleida Núñez - Violeta Ramos/ Coral
- Brandon Peniche - Patricio Torreslanda Fuentes-Gil
- José Carlos Ruiz - Galdino Jacinto
- Angelina Peláez - Sabina "La Bruja"
- Socorro Bonilla - Magdalena  "Magda" Ramos
- Harry Geithner - Óscar Gaitán
- Maricruz Nájera - Matilde
- Óscar Bonfiglio - Padre Honesto Piscoya
- Yula Pozo - Estela
- José Antonio Ferral - Jerónimo
- Ilean Almaguer - Hannah Torreslanda Fuentes-Gil
- Paul Stanley - Aldo San Emeterio Fuentes-Gil
- Tania Lizardo - Melissa San Emeterio Fuentes-Gil
- Erik Díaz - Lorenzo Jacinto Flores
- Francisco Rubio - Fabián
- Sachi Tamashiro - Vicky
- Julián Huergo - Boris
- Ricardo Vera - Dr. Diez
- Raúl Padilla "Chóforo" - Don Serapio
- Lucía Guilmáin - Brígida
- Claudio Báez - Sr. Lastra
- Kelchie Arizmendi - Norma
- Roberto Miquel - Iván
- Ceci Flores - Rosa María
- Nora Salinas - Aurora Talancón de Linares
- Mauricio Mejía - Mirko
- Nicolás Chunga - Ariché Atlatenco
- Ana Isabel Torre - Lula
- Araceli Rangel - Valentina
- Aryana Méndez - Fernanda
- Eduardo Carbajal - Gabriel
- Salvador Ibarra - Marcos
- Rafael del Villar - Marcial
- Jaime Lozano - Lic. Barrera
- Pilar Escalante - Carola
- Úrsula Montserrat - Ofelia
- Eduardo Cuervo - Polo
- Sugey Ábrego - Serena
- Pepe Olivares - Procopio
- Dacia Arcaráz - Flor
- Lucero Lander - Dra. Ava Hauser
- Teo Tapia - Juez Díaz del Olmo
- Adriana Laffan - Jueza
- Daniela García - Marianita
- Sarah Barlondo - Aranza
- Dolores Salomón "Bodokito" - Lucha
- Fede Porras - Mateo / Rodrigo Torreslanda Linares
- Fernanda Sasse - Alexia Torreslanda Villavicencio
- Fernando Robles - Pedro
- Eugenio Cobo - Juez Manríquez de Anda
- Marius Biegai - Doctor
- Jaiver - Lauro
- Evelyn Solares - Monja
- Ángeles Balvanera - Rosario "Charito"
- Gabriel de Cervantes - Jorge
- Lupita Lara - Chuy
- Salvador Sánchez - Don Chelo
- Aarón Hernán - Juez en la boda de Rodrigo y Gala
- Cristina Obregón - Rosa Elena "Roselena" Fuentes-Gil de Torreslanda (joven)
- Anastasia
- Ligia Robles
- Estefanía Villarreal - Tamara
- Lorena San Martín
- Fernanda Ruizos - Joaquina
- Martín Brek
- Xorge Noble
- Roger Cudney
- Natalie Quintero - Iliana
- Benjamín Islas
- Norma Munguía
- Gabriela del Valle
- Arturo Muñoz
- Gabriel Roustand
- Eduardo Manzano
- Hugo Macías Macotela
- Claudia Ortega
- Baltazar Oviedo
- Héctor Cruz
- Jorge Pascual Rubio
- Flora Fernández
- Armando Zamarripa
- Pablo Perroni

## DVD
El Grupo Televisa lanza a la venta en formato DVD sus novelas.

## Premios y nominaciones

### Premios TVyNovelas 2013
| Categoría                  | Nominado(a)     | Resultado |
| -------------------------- | --------------- | --------- |
| Mejor actriz protagónica   | Zuria Vega      | Nominada  |
| Mejor actor protagónico    | Gabriel Soto    | Nominado  |
| Mejor actor coestelar      | Brandon Peniche | Nominado  |
| Mejor revelación femenina  | Tania Lizardo   | Nominada  |
| Mejor revelación masculina | Erik Díaz       | Nominado  |

### Premios People en Español 2012
| Categoría               | Nominado(a)    | Resultado |
| ----------------------- | -------------- | --------- |
| Revelación del año      | Zuria Vega     | Ganadora  |
| Mejor actriz secundaria | Laura Flores   | Nominada  |
| Mejor actor secundario  | Harry Geithner | Nominado  |

### TV Adicto Golden Awards
| Año  | Categoría            | Nominado        | Resultado |
| ---- | -------------------- | --------------- | --------- |
| 2012 | Revelación masculina | Brandon Peniche | Ganador   |

## Versiones
- María de nadie, telenovela realizada por Crustel S.A., en el año de 1986 y protagonizada por Grecia Colmenares, Jorge Martínez y Cecilia Cenci.
- Maribel fue otra versión venezolana pero algo modificada telenovela realizada por Venevisión, en el año de 1989 y protagonizada por Tatiana Capote y Luis José Santander y Lilibeth Morillo.
- Morelia, telenovela realizada por Televisa y Univisión en 1995, y protagonizada por Alpha Acosta, Arturo Peniche y Cecilia Bolocco.